# Kissing Strangers
«Kissing Strangers» (с англ. — «Целуя незнакомок») ― песня американской группы DNCE при участии Ники Минаж. Он был выпущен для цифровых загрузок 14 апреля 2017 года на лейбле Republic Records в качестве лид-сингла с бонусного издания одноименного дебютного студийного альбома группы. 28 июля 2017 года был выпущен ремикс на испанском языке с Луисом Фонси. Вокалист группы Джо Джонас поет в обеих версиях.

## История
6 апреля 2017 года группа опубликовала фотографию мопса Дуга, включая номер телефона, указанный на его собачьем жетоне. Любой мог набрать этот номер и услышать инструментальный припев песни. 10 апреля 2017 года DNCE и Ники Минаж сообщили о своем сотрудничество через социальные сети. Ники Минаж показала фотографии из музыкального клипа, в то время как DNCE выпустили тизер песни.

В интервью радио CBS Джо Джонас из DNCE рассказал:
«Kissing Strangers» ― песня о том, как можно весело провести время с незнакомцем, узнать его получше. Просто найти себя, найти того, с кем ты хочешь быть. В записи участвовала также удивительная, красивая, талантливая Ники Минаж. Мы сняли клип в Лос-Анджелесе неделю назад, и нам не терпится поделиться им. Мы большие поклонники творчества Ники и сразу же решили пригласить ее. Мы отправили ей трек, она написала свой текст примерно за пять минут. В итоге получилась классная песня, как мы и планировали.

## Музыкальный клип
Вскоре после выхода песни группа опубликовала тизер клипа в социальных сетях. Музыкальное видео было выпущено 12 мая 2017 года на YouTube. Режиссером выступил Марк Класфельд. На видео DNCE устраивают домашнюю вечеринку. Все начинается с невинной игры в бутылочку, затем в дверь входит Ники Минаж, и Джонас приглашает ее подняться вместе с ним на сцену. Она бросает микрофон и, схватив Джонаса за воротник, целует его в губы.

## Трек-лист
| №  | Название                                    | Длительность |
| -- | ------------------------------------------- | ------------ |
| 1. | «Kissing Strangers» (featuring Nicki Minaj) | 3:22         |

| №  | Название                                                            | Длительность |
| -- | ------------------------------------------------------------------- | ------------ |
| 1. | «Kissing Strangers» (Remix) (with Luis Fonsi featuring Nicki Minaj) | 3:22         |

## Чарты
| Чарт (2017)                                | Высшая позиция |
| ------------------------------------------ | -------------- |
| Argentina Anglo (Monitor Latino)           | 7              |
| Australia (ARIA)                           | 96             |
| Канада (Billboard Canadian Hot 100)        | 73             |
| Канада (Billboard CHR/Top 40)              | 41             |
| Канада (Billboard Hot AC)                  | 41             |
| СНГ (TopHit)                               | 1              |
| СНГ (TopHit) · Version without Nicki Minaj | 16             |
| Чехия (Rádio — Top 100)                    | 26             |
| Италия (FIMI)                              | 41             |
| Latvia (Latvijas Top 40)                   | 11             |
| Mexico Airplay (Billboard)                 | 47             |
| New Zealand Heatseekers (RMNZ)             | 4              |
| Польша (Polish Airplay Top 100)            | 31             |
| Russia Airplay (Tophit)                    | 1              |
| Словакия (Rádio — Top 100)                 | 63             |
| Ukraine Airplay (Tophit)                   | 80             |
| США (Billboard Bubbling Under Hot 100)     | 3              |
| США (Billboard Adult Pop Airplay)          | 23             |
| США (Billboard Pop Airplay)                | 28             |
| Venezuela English (Record Report)          | 5              |

| Чарт (2017)                | Позиция |
| -------------------------- | ------- |
| Argentina (Monitor Latino) | 68      |
| CIS (Tophit)               | 8       |
| Israel (Media Forest)      | 22      |
| Russia Airplay (Tophit)    | 8       |
| Ukraine Airplay (Tophit)   | 122     |

## Сертификации
| Регион                                                                      | Сертификация | Продажи |
| --------------------------------------------------------------------------- | ------------ | ------- |
| Италия (FIMI)                                                               | Платиновый   | 50 000  |
| Данные о продажах + прослушиваниях приведены только на основе сертификации. |              |         |